# Thekla von Gähler
Thekla von Gähler, ou Thecla von Gähler ou encore Thecla Gahler (Copenhague, 19 octobre 1845-1937), est une compositrice danoise.

## Biographie
Thekla von Gähler est la fille de l'écrivain Christoph Adolph Hermann von Gähler (1807-1898) et de Louise Emilie Scheuermann. On se souvient d'elle notamment pour diverses mélodies telles que Warum sind denn die Rosen so blass, d'après Heinrich Heine (N° 4 d'un recueil de quatre chants), Foraarssange (édition Wilhelm Hansen, 1895), Fiskerjenten, ou des œuvres pour chœur de femmes (tels que Fyrrens Klage, Tonerne tale, Der Schäfer).
D'une famille d'artistes et musiciens, elle est cousine des compositeurs Asger Hamerik, C. F. E. Horneman et Emil Hartmann.
Le compositeur Emil Horneman en fait un portrait musical dans son recueil de 15 pièces pour piano intitulé Musikalske Nipssager (Hors d'oeuvre musicaux). Ce même recueil comporte des portraits musicaux de différents autres membres musicaux de la famille, comme Asger Hamerik, Emil Hartmann, Emma Hartmann, et Viggo Neergaard.
Thekla von Gähler est un temps fiancée à son cousin Rolf Viggo de Neergaard, propriétaire du manoir de Fuglsang, mais les fiançailles sont rompues et Neergaard épouse beaucoup plus tard Bodil Hartmann, fille de Emil Hartmann.